# Liolaemus copiapensis
Liolaemus copiapensis är en ödleart som beskrevs av  Müller och HELLMICH 1933. Liolaemus copiapensis ingår i släktet Liolaemus och familjen Tropiduridae. Inga underarter finns listade i Catalogue of Life.